# Bertha (hija de Carlomagno)
Bertha (nacida entre 779-780, muerta tras 823) fue una hija de Carlomagno junto a su esposa Hildegarda de Anglachgau.

## Biografía
Como todos sus hermanos y hermanas, Bertha vivió en la casa real de Carlomagno, donde todos fueron criados por preceptores.
Una embajada del rey Offa de Mercia pidiendo su mano para casarla con el hijo de éste, Ecfrido de Mercia, llevó a Carlomagno a romper relaciones diplomáticas con Mercia en el 790 y a prohibir el acceso a los puertos franceses a los navíos anglosajones. Al igual que sus hermanas, Bertha jamás se casó: los historiadores creen que el emperador se negó a casar a sus hijas para evitar una rivalidad política entre sus posibles yernos.
Bertha tuvo una larga relación amorosa con Angilberto de Centula, diplomático próximo a Carlomagno y poeta, de quien tendrá dos hijos: Nitardo, historiador y abad de Saint-Riquiera y Hartnid, del que no se sabe mucho. Angilberto puso fin a su relación con Bertha, que había sido reconocida por toda la corte, y se retiró a un monasterio donde se convirtió en abad de Saint-Riquier, según una biografía de su hijo.
Tras la muerte de Carlomagno, su hijo y heredero Ludovico Pío, exilió a sus hermanas a los conventos que su padre les había dado.